# Nuraghe Sa Domu 'e s'Orcu (Sarroch)
Il nuraghe Sa Domu 'e s'Orcu (in italiano la casa dell'orco) è un nuraghe complesso bilobato situato sopra una collina a est del paese di Sarroch, nella città metropolitana di Cagliari. Nelle vicinanze si trovano inoltre alcune capanne nuragiche e un piccolo menhir.

## Ubicazione
Il nuraghe si erge sopra una collina in località Sa Punta. Da Sarroch si seguono i cartelli indicativi, quando si arriva al parco pubblico si gira a destra prendendo una strada sterrata che costeggia una collina, già da questo punto il nuraghe è ben visibile, seguendo la strada si accede a un sentiero da percorrere a piedi per circa 300 metri.

## Descrizione

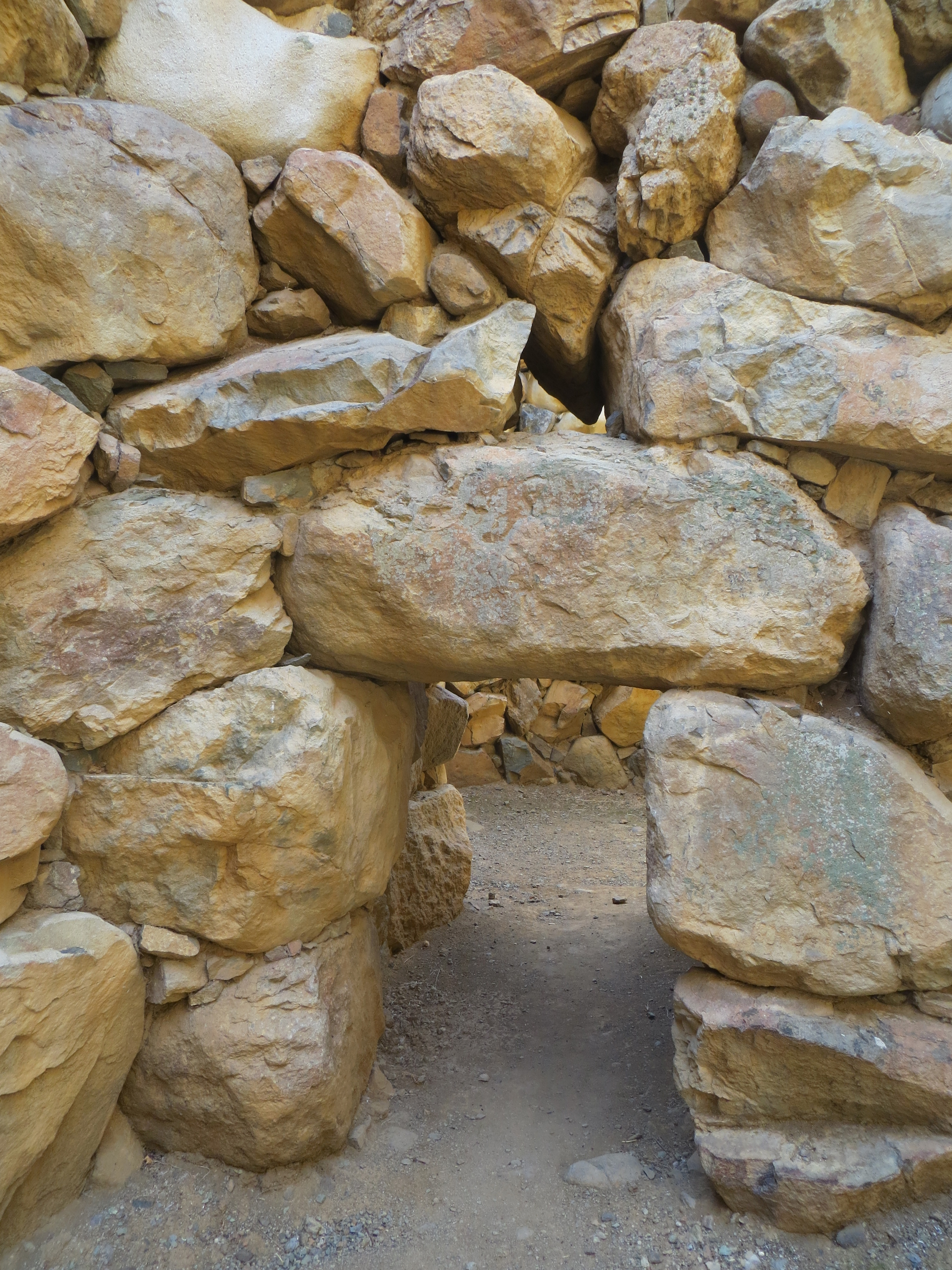
Interno

Il nuraghe è costituito da due torri (tipologia "a tancato") e un cortile interno, nel corridoio d'entrata è stata eretta in una prima operazione di restauro una colonna in cemento con lo scopo di sostenere il peso dei massi, a rischio di crollo. Davanti all'ingresso, nel cortile a pianta rettangolare è presente una nicchia absidale, particolare costruttivo comune a molti nuraghe.
Nel cortile vi sono altre due porte, una a sinistra dell'ingresso e una a destra, quest'ultima, tramite un breve corridoio, porta alla torre più antica, rivolta verso nord; questa torre è alta 8,10 metri ed ha la base circolare con un diametro di 10,15 metri. A 4 metri d'altezza si apre un ingresso che porta alla terrazza, tramite un corridoio interno al muro spesso 2,60 metri. La parte finale della thòlos è crollata lasciando la torre scoperta.
Con l'ingresso a sinistra del cortile, si arriva, tramite un breve corridoio, all'altra torre, aggiunta successivamente. Questa torre ha una base con diametro di 9,20 metri, ed è alta 6,75 m. Anche in questa torre la parte superiore è crollata.